# موش زمستان‌خواب وودلند
موش زمستان‌خواب وودلند (نام علمی: Graphiurus murinus) نام یک گونه از سرده موش زمستان‌خواب آفریقایی است.